# ヒラリー・ハーン
ヒラリー・ハーン（英語: Hilary Hahn、1979年11月27日 - ）は、アメリカ合衆国のヴァイオリニスト。

## 人物・来歴
バージニア州レキシントン生まれ、ボルティモア出身のドイツ系アメリカ人。
3歳11か月の時、地元ボルティモアの音楽教室でヴァイオリンを始める。クララ・ベルコヴィチによる5年間の指導（最初の1年はスズキ・メソード）を経て、1990年、10歳でフィラデルフィアのカーティス音楽学校に入学し、17歳までウジェーヌ・イザイ最後の門下生ヤッシャ・ブロツキーに師事。ブロツキーの没後は19歳までハイメ・ラレードに師事。室内楽の勉強にも力を入れ、フェリックス・ガリミールとゲイリー・グラフマンに師事した。
1991年、11歳の時に、Leakin Hallにて初リサイタル。1991年、12歳の時に副指揮者の小松長生指揮のボルティモア交響楽団と、サン＝サーンスのヴァイオリン協奏曲第3番を共演したのが、メジャーオーケストラとの初共演となった。その後、クリーヴランド管弦楽団、ピッツバーグ交響楽団、フィラデルフィア管弦楽団、ニューヨーク・フィルハーモニックとも相次いで共演した。1994年、ハンガリーにてイヴァン・フィシャーとブダペスト祝祭管弦楽団とセレナードを共演し、初の海外デビューを果たした。1995年にはドイツで、ロリン・マゼール指揮のバイエルン放送交響楽団と共演し、この公演で彼女の人気は決定的になった。1996年にはフィラデルフィア管弦楽団と共演し、ソリストとしてカーネギーホールデビューを飾った。
同年、ソニー・ミュージックエンタテインメントと契約。1997年、デビューアルバムである「バッハ：無伴奏ソナタ・パルティータ集」がディアパゾン・ドール賞を受賞し、話題となる。1999年、カーティス音楽学校を卒業（必要単位取得後も勉強を続けるために在籍していた）。
1999年に、アメリカの作曲家エドガー・メイヤーのヴァイオリン協奏曲を初演し、録音した。
2001年、タイム誌によって"America's Best Young Classical Musician"と称された。
2001年のネヴィル・マリナー指揮のアカデミー室内管弦楽団との協奏曲（ブラームスとストラヴィンスキー）の録音により、2003年、グラミー賞を受賞。同年、活動方針の食い違いからソニーを離れ、ドイツ・グラモフォンと契約した。
ソリストとして世界中で演奏活動を続ける一方、室内楽でも活躍している。また、映画「ヴィレッジ」のサウンド・トラックや、ロックミュージシャンのアルバム「So Divided」においても演奏するなど、活動の幅を広げている。

## 使用楽器
- 楽器：J. B. ヴィヨーム（1864年製[4]、もしくは1865年製[5]）。J. B. ヴィヨームは、数億円の値がつくストラディバリウスやグァルネリ・デル・ジェズよりは安価であるが、「ポスト・ストラディバリウス」と位置づけられている[6]。
- 弓：フランスの製作者 Paul Jombar と Emil Miquel によるもの[2]。
- 弦：A線、D線、G線はすべてドミナントのミディアムゲージ、E線はワンダートーンを使用している[7]。